# Rápolt
Rápolt is een plaats (község) en gemeente in het Hongaarse comitaat Szabolcs-Szatmár-Bereg. Rápolt telt 172 inwoners (2001).